# Орден Светог Симеона Мироточивог
Орден Светог Симеона Мироточивог је једностепено одликовање које додељује Свети архијерејски синод Српске православне цркве, домаћим и страним државницима за посебан допринос поспешивању добрих односа између Цркве и државе.

## Историјат
Орден Светог Симеона Мироточивог је раније био епархијски орден који је додељивала Епархија шумадијска, али је на мајском (пролећном) заседању Светог архијерејског сабора Српске православне цркве 2009. године, постао општецрквено одликовање (одлука бр. АСбр. 75/зап. 139).
Орден додељује Свети архијерејски синод Српске православне цркве, домаћим и страним државницима за посебан допринос поспешивању добрих односа између Цркве и државе.

## Одликовани

### Општецрквеним орденом (после 2010)
- Милош Вучевић, градоначелник Новог Сада (16. новембар 2018)[3]
- Милорад Додик, српски члан Предсједништва Босне и Херцеговине (8. октобар 2019)[4]
- Ђурађ Јакшић, посланик у Скупштини Аутономне Покрајине Војводине (16. новембар 2018)[3]
- Драган Марковић Палма, председник Скупштине града Јагодина, ктитор храму Светог Јована Крститеља у Кончареву (7. јул 2016)[5]
- Игор Мировић, председник Покрајинске владе Војводине (16. новембар 2018)[3]
- др Зорана Михајловић, потпредседница Владе и министарка грађевинарства, саобраћаја и инфраструктуре, за помоћ у изградњи храма Свете Петке у Петки (7. септембар 2017)[6]
- Гарда Војске Србије, специјална јединица Војске Србије намењена за протоколарне и безбедносне задатке. Јединица је одликована  за огроман труд уложен у уређење и опремање војног параклиса у тој јединици. (12. октобар 2020)[7]
- Миломир Тодоровић генерал-мајор, командант Гарде и уједно ађутант председника Репубике. (12. октобар 2020)[7]

### Епархијским орденом (до 2010)
- Предраг Ђорђевић, председник општине Рековац, одликован епархијским орденом[8]
- Бранко Радунковић, уметник, одликован епархијским орденом (29. мај 2010)[9]